# Auto-da-fé

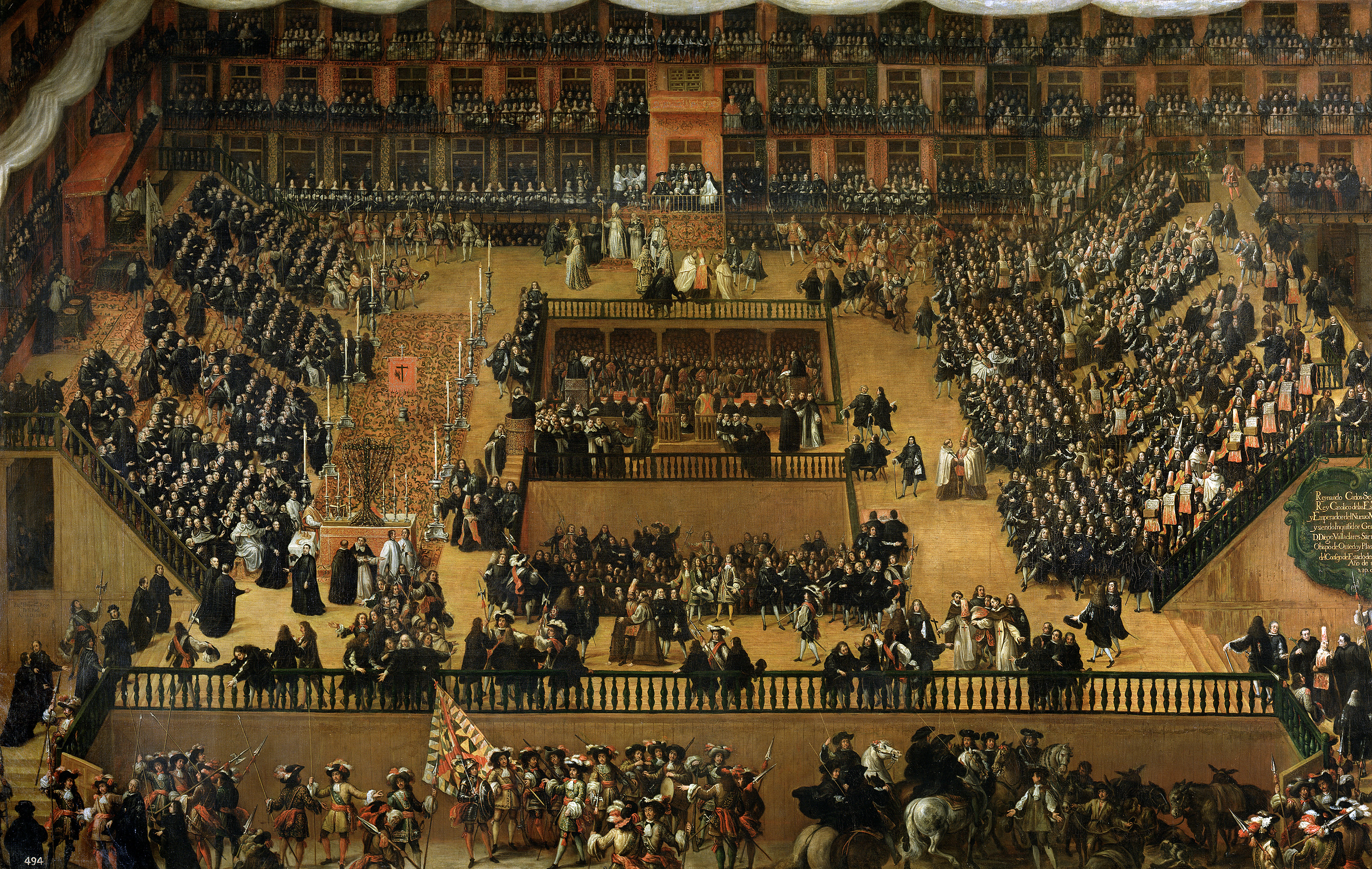
Uroczyste Auto-da-fé na Plaza Mayor w Madrycie w 1680, pędzla Francisca Riziego.

Auto-da-fé (l.mn. autos-da-fé), z portugalskiego „akt wiary” – publiczna ustna deklaracja przyjęcia lub odrzucenia religii katolickiej w procesie inkwizycyjnym. Podczas auto-da-fé jedynie czytano wyroki skazańcom, bez przeprowadzania wtedy egzekucji.

## Historia
Auto-da-fé występowało w Hiszpanii (1481–1834), Portugalii (1536–1821) i w koloniach tych krajów. Po raz pierwszy auto-da-fé miało miejsce 6 lutego 1481 roku w Sewilli.
W XVI-wiecznej Portugalii spośród 97 aktów wiary 67 odbywało się przed trzema trybunałami na głównym placu miasta. W XVII wieku – 129 z 330, a w XVIII wieku – 27 z 252 miało miejsce na rynkach i przed kościołami.

## Auto general de fé

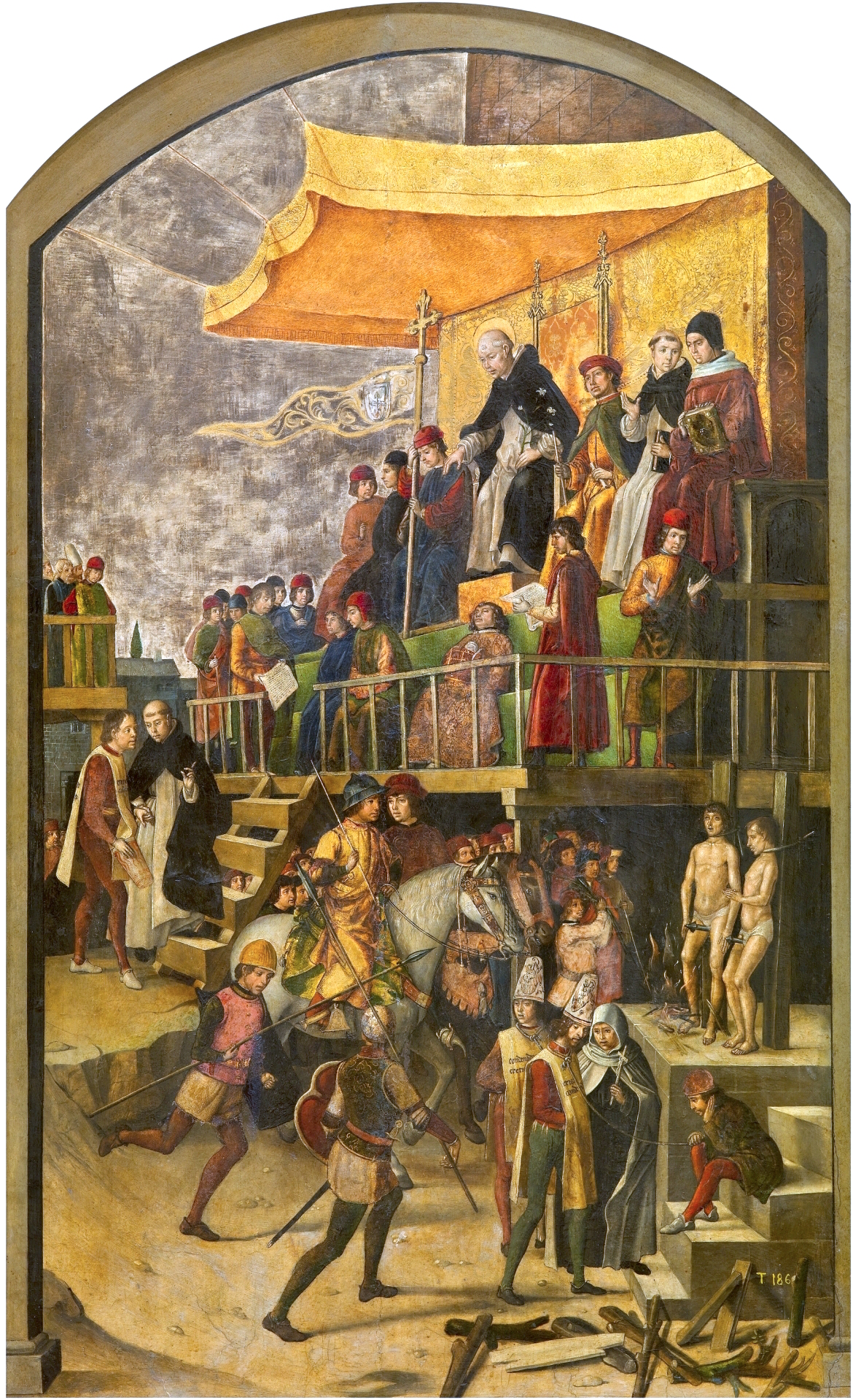
Św. Dominik przewodniczy deklaracji Auto-da-fé – obraz autorstwa Pedra Berruguetego z 1475.

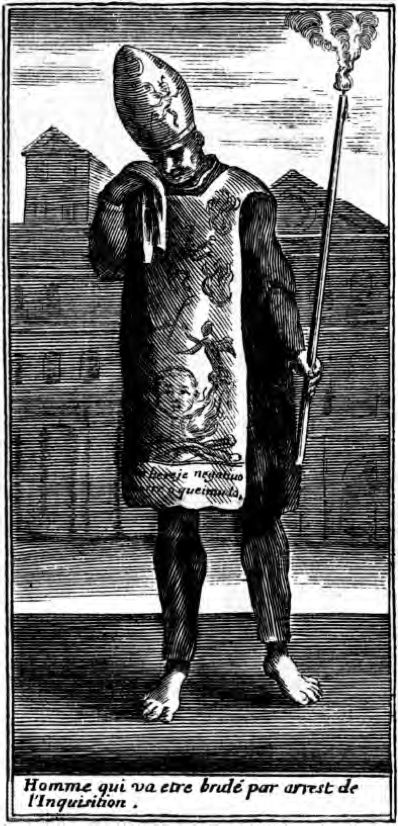
Rycina przedstawiająca Panglosa w stroju sambenito.

Auto general de fé był końcowym etapem procesu inkwizycyjnego przy udziale szerokiej publiczności. Gromadzono wówczas większą liczbę oskarżonych różnych typów.
W dniu uroczystości skazańcom dawano świece oraz ubierano ich w czerwone lub żółte szaty pokutne z wymalowanymi na nich płomieniami, zwane sambenito. Płomienie skierowane ku górze oznaczały wyrok śmierci przez spalenie na stosie. Języki płomieni skierowane ku dołowi oznaczały osoby, którym darowano życie. Nie wiedziały one jednak o tym i uczestniczyły w procesji i ceremoniach auto-da-fé w przekonaniu, iż poniosą śmierć, od której jednak uratowało ich przyznanie się do win wobec Boga. Na sambenitos umieszczano obok wymalowanych płomieni podobiznę oskarżonego w otoczeniu wizerunków diabłów, pod płomieniami zaś – opis jego przewinień. Skazańcy mieli na głowach stożkowate czapki coroza oraz bose stopy. Pozostałości szat skazańców z ich portretami, wskazaniem winy i datą egzekucji były odsyłane do ich rodzinnych miast i wywieszane w głównych kościołach.
Ewentualne przyznanie się do winy skazańca i skrucha nie mogły już uratować go od spalenia na stosie, jednakże pozwalały na złagodzenie kary, polegające na łasce szybszej śmierci przed rozpaleniem stosu, oraz uzyskaniu, według wówczas obowiązującej dogmatyki katolickiej, możliwości zbawienia mimo ich win. Egzekutor przed rozpaleniem stosu pytał skazańca, czy chce umrzeć jako katolik. Jeżeli odpowiedź była twierdząca, skazaniec był natychmiast duszony zza stosu.
Skazańcy po opuszczeniu miejsca uwięzienia byli w uroczystej procesji prowadzeni przez miasto – siedzibę lokalnych władz inkwizycji. Procesji towarzyszyło bicie dzwonów kościelnych i śpiewanie pieśni religijnych, a miasto było uroczyście dekorowane. Kończyła się ona w katedrze lub innym kościele, w którym po mszy św. w towarzystwie przedstawicieli władzy świeckiej inkwizytorzy po raz ostatni przesłuchiwali skazanych.